# Bruc-sur-Aff
Bruc-sur-Aff è un comune francese di 858 abitanti situato nel dipartimento dell'Ille-et-Vilaine nella regione della Bretagna.
Come si evince dal nome il territorio comunale è bagnato dalle acque del fiume Aff.

## Società

### Evoluzione demografica
Abitanti censiti

## Storia

### L'ecatombe di San Paolo
La domenica 25 gennaio 1998, giorno della Conversione di san Paolo, rimane tristemente celebre a Bruc-sur-Aff per aver vissuto ciò che successivamente verrà chiamata "Ecatombe di San Paolo" o semplicemente "L'H" e talvolta "L'ecatombe dei colli del femore".
Il tragico evento ebbe origine con l'improvvisa ondata di freddo e l'inattesa nevicata durante la notte tra il sabato 24 e la domenica 25 gennaio 1998. In effetti, l'inverno era proprio colà segnato da temperature superiori a quelle di stagione, dovute in particolare agli episodi ventosi dell'inizio di gennaio. Così l'ondata di freddo che si abatté sulla regione alla fine dello stesso mese (-5 °C a Rennes il 30 gennaio) prese di sorpresa la popolazione di Bruc. Le deboli nevicate coprivano allora finemente il paesaggio di quella domenica mattina, mentre i fedeli si stavano recando, come di solito, alla Chiesa di San Michele per assistere alla celebrazione dell'Ufficio divino. Così i fedeli, in gran parte anziani, che non erano preparati all'episodio nevoso, giunsero uno a uno sul sagrato in pendenza della chiesa, che la neve non si era ancora disciolta a causa del persistere del freddo. Ne seguirono numerose cadute per scivolamento, costringendo i pompieri di Pipriac, di Maure-de-Bretagne, e a poco a poco anche dei comuni circostanti, a intervenire su diciotto casi, risultanti in altrettanti ricoveri in ospedale. Quattordici fratture furono contate (delle quali sette riguardanti il collo del femore), e cinque fedeli morirono all'ospedale in seguito alle loro ferite.
Questo dramma ebbe anche come conseguenza una recrudescenza temporanea della superstizione tra la popolazione, il che si spiega con la subitaneità del cambiamento meteorologico e l'adeguamento (talvolta inquietante) di certi proverbi e detti popolari, il più celebre dei quali, e quello che aveva la maggior risonanza nella comunità dei fedeli, è il seguente:
(Proverbio francese.)
È parimenti degno di nota: 
(Proverbio francese)
Benché questi proverbi fossero mal compresi dagli abitanti di Bruc (si tratta dell'inverno - e dunque del freddo – che soffre, e non gli uomini) essi fecero non di meno una grande impressione al punto di costringere il curato ad annullare una settimana più tardi la tradizionale messa in occasione della Candelora (2 febbraio) e mentre durava l'ondata di freddo, poiché:
(Proverbio francese)
Un femore in resina fu posato il 25 gennaio 2002 nell'ossario presso la chiesa dagli allievi della scuola primaria Sainte Anne, in memoria.